# Pandorum
Pandorum es una película de ciencia ficción del año 2009, escrita por Travis Milloy y dirigida por Christian Alvart. Está protagonizada por Dennis Quaid y Ben Foster. La película empezó a rodarse en agosto de 2008 y fue estrenada en Estados Unidos el 25 de septiembre de 2009. El 2 de octubre del mismo año fue estrenada en el Reino Unido y el 6 de noviembre en España.

## Argumento
En el año 2174 el planeta Tierra está superpoblado, las reservas de agua y comida empiezan a escasear peligrosamente y la contaminación ambiental convierte el planeta en casi inhabitable. Por ello se envía la Elysium, una gigantesca nave espacial, para tratar de colonizar el lejano planeta Tanis, un mundo que reúne condiciones similares a las del planeta Tierra para albergar vida humana y había sido descubierto anteriormente en el año 2156 por una sonda espacial de exploración planetaria, para preparar un plan de emergencia y tratar de salvar la vida del planeta Tierra. 
Ya que el viaje durará ciento veintitrés años, miles de semillas y embriones animales son almacenados mientras que un selecto equipo de colonos, técnicos, ingenieros, biólogos, doctores y expertos son puestos en hipersueño. Para dirigir la nave se establecen equipos de tres pilotos que guiarán la nave para prevenir cualquier problema técnico que las computadoras no puedan abarcar. Tras completar dos años de trabajo al mando de la nave, volverán a hipersueño siendo reemplazados por otro equipo de tripulantes, iniciando una rotación que durará hasta su llegada a Tanis. 
Al comenzar la película dos miembros de la tripulación, el Teniente Payton (Dennis Quaid) y el Cabo Bower (Ben Foster), se despiertan en sus cámaras de hibernación en forma automática, sin recordar nada de lo que ha sucedido anteriormente: dónde están, quiénes son, ni cuál era su misión o por qué, aparentemente, son los únicos supervivientes del viaje en la nave espacial. La pérdida temporal de la memoria se presenta como un fenómeno natural post hipersueño. Luego de notar anomalías en la nave y de reunir un poco de información en un panel de mando secundario comprenden que la Elysium, está experimentando fallas técnicas causadas por la inestabilidad del reactor nuclear que provee la energía para los motores y los sistemas de supervivencia; esto también les impide entrar al puente de mando donde creen que está la tripulación actual de la nave a quienes deben relevar por primera vez y que esperan sepa lo que está sucediendo. 
Bower decide usar los conductos de ventilación para poder llegar al reactor nuclear, tratar de solucionar el problema y ponerlo en línea para que se pueda abrir la puerta de la cabina de mando de la nave. Después de sufrir un ataque de claustrofobia Bower comienza a pensar en el "Síndrome Disfuncional Orbital", un trastorno psicológico propiciado por permanecer en el espacio por periodos extensos, que los pilotos apodan como "Pandorum", y que causa temblor en las manos, psicosis, alucinaciones, paranoia y violencia. Junto a Payton recuerdan el caso de la nave Edén, la catástrofe más grande en la historia de los viajes espaciales: un piloto, afectado por el Pandorum, se convenció de que la nave estaba maldita por lo que expulsó al espacio las cinco mil cápsulas de hibernación con sus tripulantes alojados en su interior, quienes pasaron días conscientes antes de morir flotando a la deriva.
Bower encuentra el cadáver de un miembro de la tripulación desmembrado y destripado violentamente en uno de los pasillos de la nave y poco después a seres humanoides salvajes y caníbales de piel pálida, olfato desarrollado y una cultura tribal y primitiva, que se llevan el cuerpo para alimentarse. 
Bower informa a Payton y lo urge a intentar contactar con el puente. Payton recupera algunas respecto a la naturaleza de su viaje y gracias a esto Bower recuerda su infancia, cuando la primera sonda espacial que precedió al viaje de la Elysium aterrizó en el planeta Tanis, descubrió un ecosistema y condiciones óptimas para la vida humana. Junto a esto, recuerda que está casado y desea buscar a Evalon (Friederike Kempter), su mujer, temiendo por su seguridad, sin embargo Payton le pide priorizar su misión y le recuerda que las cápsulas de los familiares de los oficiales se encuentran separadas del resto y por lo tanto las esposas de ambos deberían estar a salvo.
Bower se encuentra con Nadia (Antje Traue), una genetista y con Manh (Cung Le), un agricultor asiático, pero son atacados por los humanoides y juntos se ocultan en uno de los laboratorios donde la joven ha hecho su refugio. Nadia y Manh despertaron hace meses y han debido sobrevivir por su cuenta, escapando y peleando contra los salvajes, por lo que en la actualidad ambos son individuos rudos y toscos; Bower pide ir al reactor nuclear para tratar de repararlo tras recordar que es el ingeniero de la quinta tripulación, Nadia se muestra de acuerdo ya que la pérdida de energía hace peligrar la sobrevivencia del cargamento biológico y los colonos durmientes.
En su viaje al reactor el grupo encuentra a un cocinero llamado Leland, un cocinero que despertó y ha sobrevivido durante años en la nave, lo que le ha permitido descubrir la historia de lo que le sucedió a la Elyisium. Ocho años después de partir, la tripulación recibió un mensaje de la Tierra que decía: "Ustedes son lo único que queda de nosotros. Suerte, Dios los bendiga y buen viaje" ya que la Tierra fue destruida. Mientras tanto, Payton encuentra a un joven que llamado Gallo que, traumatizado, señala ser el único sobreviviente del cuarto equipo, él afirma que después de recibir la transmisión y la nave se perdiera en el espacio, tuvo que matar a su tripulación porque según él, todos estaban desarrollando el Pandorum, después de descubrir que la Tierra había desaparecido.
Nadia explica a Bower que las criaturas salvajes son en realidad descendientes de pasajeros humanos que despertaron previamente; la mutación se debe a una enzima que se le suministró a la tripulación y los colonos para que sus cuerpos evolucionaran más fácilmente y tardaran menos generaciones en adaptarse a las nuevas condiciones ambientales del planeta Tanis, pero que por alguna razón desconocida, habían despertado y ahora sus descendientes se habían adaptado para vivir en el interior de la nave. 
Leland les cuenta como un tripulante de alto rango de la nave llamado Gallo, desarrolló el Pandorum al comienzo de la misión, asesinó a su equipo, rompió el ciclo de rotación y durante años se dedicó a torturar, matar y devorar a los pasajeros durmientes, hasta que un día tomó a un grupo de tripulantes y los encerró en la enorme bodega de carga de la nave donde los obligó a pelear, matarse y comerse los unos a los otros en un juego de supervivencia que él inventó. Tiempo después Gallo, aburrido de los juegos y deseando conocer Tanis, volvió a entrar en hipersueño, dejando a los demás libres y a su suerte; quienes con el tiempo evolucionaron a lo largo de las generaciones en la tribu de caníbales que aún juegan al juego que Gallo les enseñó. Esto les revela que han pasado mucho más de ciento veintitrés años y la nave Elysium ha estado a la deriva hace siglos.
Leland, que también era caníbal, les suministra una droga con el alimento y los captura planeando convertirlos en su alimento, pero Bower logra convencerlo de ayudarlos a llegar a la zona del reactor para repararlo en forma manual y luego a la cabina de mando de la nave, para descubrir lo que está pasando y evitar la destrucción de la nave que podría ser en pocas horas, así él también podría salvar su propia vida. De camino al reactor, mientras lidian con algunos humanoides, el grupo encuentra la cápsula de la esposa de Payton con los restos de su cadáver momificado en el interior, esto permite a Bower recordar que Evalon no está en la nave ya que rechazó su propuesta de matrimonio y es por esto que, sintiendo que no había nada para él en la Tierra, decidió ofrecerse para tripular la Elysium; también recuerda que conocía al teniente Payton y su esposa.
Gallo, por su parte, insiste en que toda la situación es un caso perdido y la nave esta condenada, por lo exige a Payton que eyecte las cápsulas de los tripulantes y colonos argumentando que agonizar por días a la deriva y después morir en el espacio es mejor que hacerlo dentro de pocas horas por el reactor. Viendo que la cordura del joven está trastocada por el Pandorum y que no puede razonar con él, Payton lo engaña para que entre en su cápsula donde lo encierra.
Cuando el grupo de Bower encuentra el reactor nuclear de la nave, descubren que también es la guarida de los humanoides, quienes dormían en la tobera de escape de gases del reactor. Como Bower no puede hacer una aproximación sigilosa hasta la consola de mano del reactor nuclear, Manh actúa como cebo, mientras Bower reinicia el reactor nuevamente liberando el calor acumulado en su interior y matando a la mayoría de los humanoides, tras lo cual él y Nadia escapan y Leland huye por su cuenta. Manh es arrinconado por el líder de los humanoides, quien lo reta a un combate. Tras derrotar al líder, Manh finalmente muere a manos de una niña humanoide, a la que se apiadó y evitó matar anteriormente.
Con la energía de la nave restaurada Payton puede acceder finalmente al puente, pero Gallo aparece fuera de la cápsula y lo ataca; en medio de la pelea, Payton logra inyectar a Gallo solo para descubrir que es una alucinación. Se pone de manifiesto que Payton en realidad es Gallo, quien todo ese tiempo estuvo alucinando con su yo joven producto del Pandorum. Leland llega al lugar y es asesinado por Gallo, quien tras esto entra a la cabina de mando. 
Bower y Nadia, finalmente llegan al puente de mando y encuentran a Gallo muy alterado, Bower explica que ha recuperado su memoria y ahora recuerda que él no es el verdadero Payton, tras esto accede al registro de navegación para que la computadora calcule cuanto tiempo llevan a la deriva. Gallo abre la cubierta blindada de la ventana del puente de mando y revela que la nave está aparentemente perdida en el espacio, donde ya no hay estrellas ni materia, ya que han vagado por tanto tiempo que la entropía acabó con todo el universo excepto ellos. Esta revelación hace que Bower también empiece a desarrollar Pandorum y Gallo se aproveche de su estado mental, para intentar convencerlo de mantener esa sociedad violenta a bordo de la nave, en lugar de tratar de salvar la civilización humana. 
Bower afectado por Pandorum pelea con Gallo decidido a matarlo, sin embargo Nadia le muestra una criatura bioluminiscente nadando frente a la ventana, en ese momento la computadora informa que han transcurrido 923 años desde que partieron de la Tierra, 800 de los cuales han estado bajo el océano después de estrellarse en Tanis. Gallo ataca nuevamente, reduce a Bower y a Nadia mientras los humanoides caníbales intentan invadir el puente. En su delirio, Bower dispara a una ventana y hace que la cabina se inunde, matando a Gallo y a los humanoides. 
Nadia logra que Bower vuelva en sí y éste se encierra junto a ella en su cápsula de hipersueño y se ejecta fuera de la nave. La computadora activa el protocolo de evacuación y eyecta las cápsulas de hibernación que aún están ocupadas. Bower y Nadia salen a la superficie frente a una exuberante costa del planeta Tanis y son testigos de como otras cápsulas ascienden a la superficie, comenzado así el año uno en el planeta Tanis, con 1.213 supervivientes de los 60.000 pasajeros originales que transportaba la nave.

## Reparto

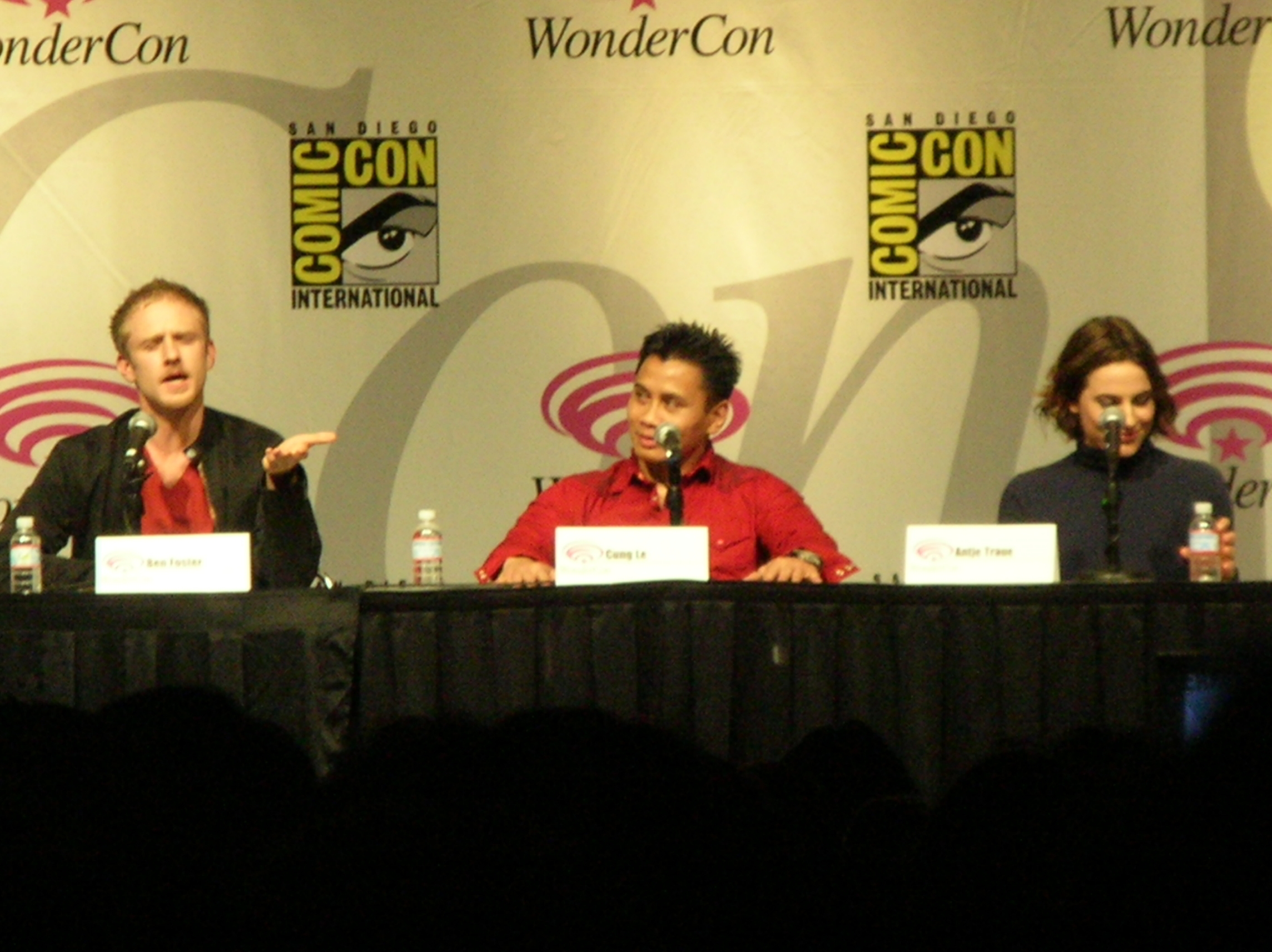
Ben Foster, Antje Traue y Cung Le presentándose en el panel de Pandorum en la WonderCon de 2009

- Dennis Quaid como el Teniente Payton/Gallo.
- Ben Foster como el Cabo Bower.
- Cam Gigandet como Gallo joven.
- Antje Traue como Nadia.
- Cung Le como Manh.
- Eddie Rouse como Leland.
- André Hennicke como el cazador líder.
- Norman Reedus como Shepard.
- Friederike Kempter como Evalon
- Wotan Wilke Möhring como el Padre de Bower.

## Producción
La película comenzó como un guion preliminar escrito por Travis Milloy a fines de la década de 1990. La historia se desarrolló originalmente en una nave prisión llamada Pandorum, que transportaba a miles de los prisioneros más mortíferos de la Tierra a otro planeta; los cazadores de caníbales fueron el resultado final de la degeneración de los prisioneros. Los personajes interpretados por Antje Traue y Cung Le eran reclusos mientras que el personaje de Ben Foster era un miembro de la tripulación que no confiaba en nadie.
Creyendo que ningún estudio querría hacer la película, Milloy pensó en hacerla como una película de bajo presupuesto filmada en video en una fábrica de papel abandonada con actores desconocidos. Sin embargo, atrajo la atención del cineasta Paul WS Anderson y Jeremy Bolt, y se lo dieron a Impact Pictures, quien le dio luz verde. Los productores le dieron el guion al director Christian Alvart, quien quedó impresionado por las similitudes con su propio guion titulado No Where. Su dramática historia trataba sobre cuatro astronautas a bordo de un barco de colonos que sufrían de amnesia. Alvart decidió que debían fusionar los dos guiones, los productores y Milloy estuvieron de acuerdo. Con la nave ahora cambiada a una nave de colonos, el uso de la palabra "Pandorum" se cambió del nombre de la nave a un tipo de enfermedad mental causada por viajes sostenidos al espacio profundo.
Pandorum se anunció en mayo de 2008 con Dennis Quaid y Ben Foster en los papeles principales. Christian Alvart se encargó de dirigir la película, basada en un guion de Travis Milloy. La película fue financiada por Constantin Film a través de un acuerdo de empresa conjunta con la subsidiaria Impact Pictures. La asociación ayudó a financiar la producción de $40 millones. Constantin obtuvo subsidios del fondo cinematográfico regional Medienboard Berlin-Brandenburg (MBB) de Alemania, el Consejo Federal Alemán de Cine y el Fondo Federal Alemán de Cine. El German Federal Film Fund otorgó $6 millones a la producción, el segundo pago más grande del fondo en 2008 después de $7,5 millones por Ninja Assassin. El rodaje tuvo lugar en Babelsberg Studios en Potsdam en agosto de 2008.

## Lanzamiento
Summit Entertainment manejó las ventas en el extranjero y presentó Pandorum a los compradores en el Festival de Cine de Cannes de 2009, pero debido a un acuerdo con Contender Films en el Reino Unido, Metro-Goldwyn-Mayer Pictures se hizo cargo y manejó las ventas en el extranjero de la película. Overture Films distribuyó Pandorum en Norteamérica, Icon en el Reino Unido y Australia, Svensk Filmindustri en Escandinavia y Movie Eye en Japón. La película se planteó como una posible franquicia. Según Travis Milloy, iba a tener una secuela y una precuela. Si funcionaba bien, Impact Pictures podría dar luz verde a una o más secuelas.
El lanzamiento de DVD y Blu-ray Disc se produjo el 19 de enero de 2010 en los Estados Unidos a través de Anchor Bay Entertainment. Los comentarios del director y productor en el DVD indican que existe una versión sin clasificar de la película pero que no se ha lanzado.

## Recepción
El agregador de reseñas Rotten Tomatoes informa una calificación de aprobación del 30 % según 90 reseñas y una calificación promedio de 4.6/10. El consenso crítico del sitio web dice: "Si bien puede resultar algo satisfactorio para los devotos fanáticos de la ciencia ficción, la trama inflada y derivada de Pandorum finalmente lo deja a la deriva en el espacio". En Metacritic, que juzga en una escala de 0 a 100, la película tiene una puntuación "generalmente desfavorable" de 28 según 13 reseñas.
La revista de ciencia ficción SFX declaró que "Pandorum es el mejor horror interestelar en años" y otorgó a la película 4 estrellas de 5. Film Ireland también le dio a Pandorum una crítica positiva, apreciando la sinergia de la película de técnicas cinematográficas, diseño de escenarios y personajes desarrollados.
La película fue un fracaso, recaudando 20,6 millones de dólares en todo el mundo con un presupuesto de 33 millones de dólares. Abrió en el número 6 en la taquilla de EE. UU. con ingresos de fin de semana por un total de $ 4,4 millones. Overture Films se declaró en quiebra al año siguiente.